# Brasilianische Lanzenotter
Die Brasilianische Lanzenotter (Bothrops moojeni) ist eine Vipernart aus der Unterfamilie der Grubenottern und zählt zur Gattung der Amerikanischen Lanzenottern (Bothrops). Gelegentlich wird sie als Caissaca bezeichnet. Im Englischen trägt sie den Trivialnamen „Brazilian Lancehead“.

## Merkmale
Bothrops moojeni erreicht eine Gesamtlänge von 120 bis 150 cm. Der Kopf ist kantig, länglich, bei Aufsicht dreieckig geformt und deutlich vom Hals abgesetzt. Bei Weibchen ist der Kopf massiger als bei Männchen. Das Auge besitzt eine bei Lichteinfall vertikal geschlitzte Pupille. Die Grundfärbung des Körpers variiert zwischen hellbraun, dunkelbraun oder grau. Die Körperseiten sind durch trapezartige Flecken gezeichnet. Diese Flecken können über der Rückenmitte miteinander verschmolzen sein. Das Fleckenmuster ist hellbraun gesäumt. Zwischen Auge und Mundwinkel zieht sich ein schmaler Postokularstreifen, der am Mundwinkel in einem Halbkreis endet. Die Bauchseite ist hell und cremefarben sowie teils undeutlich gefleckt. Jungtiere mit auffallend weißer Schwanzspitze weisen zumeist einen weißen Hals auf. Der Giftapparat besteht aus seitlich des Schädels befindlichen Giftdrüsen (spezialisierte Speicheldrüsen) und im vorderen Oberkiefer befindlichen, beweglichen Fangzähnen (solenoglyphe Zahnstellung).

### Pholidose
Die Pholidose (Beschuppung) zeigt folgende Merkmale:
- 7 Oberlippenschilde (Supralabialia),
- 23 bis 29 (bei Männchen meist 25, bei Weibchen meist 27) Reihen gekielter Rumpfschuppen (Scuta dorsalia),
- 182 bis 197 (Männchen) bzw. 187 bis 210 (Weibchen) Bauchschilde (Scuta ventralia) und
- 57 bis 70 (Männchen) bzw. 51 bis 66 (Weibchen) Unterschwanzschilde (Scuta subcaudalia).

## Systematik
Die Erstbeschreibung von Bothrops moojeni erfolgte 1966 durch den brasilianischen Herpetologen Alphonse Richard Hoge. Der Status der Art respektive die taxonomische Beziehung zu Bothrops atrox (Gewöhnliche Lanzenotter) ist derzeit (Stand: 2018) unklar. Es ist abzuklären, ob es sich bei Bothrops moojeni und Bothrops atrox tatsächlich um verschiedene Arten handelt. Es werden keine Unterarten von Bothrops moojeni geführt.

## Verbreitung
Das Verbreitungsgebiet umfasst innerhalb Südamerikas Areale in Brasilien (Piauí, Paraná, São Paulo, Mato Grosso, Mato Grosso do Sul, Minas Gerais, Goiás, Maranhão, Bahia), Bolivien (Osten), Paraguay und Argentinien (Misiones). Die besiedelten Biotope umfassen feuchte Habitate in Savannengebieten wie den brasilianischen Cerrados, Galeriewälder und ähnliche Lebensräume. Die Fundorte sind zumeist gewässernah gelegen. Die Art wird zuweilen in menschlichen Siedlungen angetroffen.

## Lebensweise
Bothrops moojeni führt eine weitgehend bodenbewohnende und dämmerungs- bis nachtaktive Lebensweise. Als Verstecke können beispielsweise Baumstümpfe, Holz, verrottendes Geäst, Wurzeln, Termitenhügel oder Tierbauten dienen. Während der Regenzeit, zwischen Dezember und März, werden Überschwemmungsgebiete gemieden. Zum Beutespektrum zählen Kleinsäuger wie Nagetiere, Vögel, Froschlurche und Eidechsen. Die Paarungszeit erstreckt sich vorwiegend von Oktober bis Februar. Die Trächtigkeitsdauer beträgt circa 200 Tage. Bothrops moojeni pflanzt sich durch Ovoviviparie, also ei-lebendgebärend, fort. Ein Wurf kann 7 bis 35 Jungschlangen umfassen. Die Jungtiere messen bei der Geburt 28 bis 30 cm und wiegen etwa 10 g.

## Schlangengift
Bei einem Giftbiss adulter Exemplare werden circa 248,0 mg (Trockengewicht) Giftsekret abgegeben.

### Inhaltsstoffe
Das Toxingemisch von Bothrops moojeni ist, wie das der meisten Grubenottern, komplex zusammengesetzt. Nennenswerte pharmakologisch aktive Komponenten sind unter anderem:
- Prokoagulantien: Substanzen, welche durch eine Aktivierung der Hämostase die Gerinnungsfähigkeit des Blutes beeinflussen.[2]
- Systemisch wirksame Myotoxine (verschiedene Phospholipase A2-Homologa):[3] schädigen Muskelgewebe; sekundäre Schädigung der Nieren möglich.
- Phospholipase A2-Enzyme
  - Basic phospholipase A2 BmTX-I: interagiert mit Interleukin-6, hemmt in vitro die neuromuskuläre Reizweiterleitung und führt im Tierversuch zur Nekrose von Muskelgewebe. Weiterhin provoziert die Substanz Entzündungsreaktionen und Ödeme.[4]
- Zink-Metalloproteasen: haben verschiedene Substrate bzw. Angriffspunkte und führen unter anderem zu Gewebeschäden einschließlich Schädigung der Blutgefäßwände.[2]
  - Snake venom metalloproteinase BmooMPalpha-I: interagiert mit Fibrinogen, führt im Tierversuch zu Defibrinogenierung und wirkt proteolytisch gegenüber Azocasein. Ohne hämorrhagische oder thrombinartige Effekte und frei von Phospholipase A2-Aktivität.[5]
- Venom vasodilator peptide, 1370,6 Da: Peptid mit vasodilatatorischer Wirkung (Tierversuch, Maus/Ratte).[6]

### Toxikologie
Bissunfälle mit Bothrops moojeni sind potentiell lebensbedrohlich und als medizinischer Notfall zu behandeln. Als signifikante Symptome einer Intoxikation nach Giftbiss sind lokale Schwellung, Blasenbildung, Nekrose, Koagulopathie und Blutungen zu nennen. Der Tod kann im Schock durch Kreislaufversagen eintreten. Es stehen diverse Antivenine, etwa 'Polyvalent Antivenom' (Instituto Clodomiro Picado, Costa Rica) oder 'Soro antibotropico-laquetico' (Instituto Butantan, Brasilien), für eine Therapie zur Verfügung. Bei adäquater medizinischer Behandlung ist die Letalität gering.